# Mason & Dixon

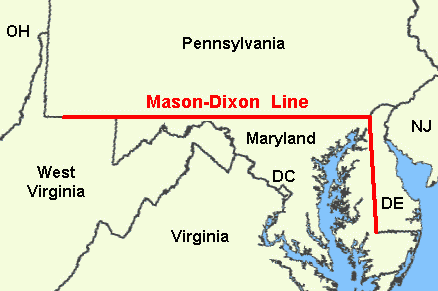
Il tracciato dell linea Mason-Dixon che ancora oggi segna il confine tra Pennsylvania, Delaware e Maryland

Mason & Dixon è un romanzo postmodernista di Thomas Pynchon, pubblicato nel 1997. Presenta un resoconto romanzato della collaborazione tra Charles Mason e Jeremiah Dixon nelle loro imprese astronomiche e di rilevamento nella colonia olandese del Capo, Sant'Elena, in Gran Bretagna e lungo la linea Mason-Dixon nel Nord America Britannico alla vigilia della guerra rivoluzionaria negli Stati Uniti per l'indipendenza.
Sorprendendo lettori e critici, il romanzo è scritto in uno stile basato sull'inglese della fine del XVIII secolo, sia nell'ortografia, che nello stile, che nelle norme tipografiche (spesso i sostantivi hanno la maiuscola, com'era nelle edizioni originali di Jonathan Swift o Henry Fielding). È una trama narrativa raccontata dalla voce narrante del Reverendo Wicks Cherrycoke, un sacerdote di dubbia ortodossia che, in una fredda sera di dicembre del 1786, tenta di intrattenere e divertire la sua famiglia allargata (in parte per divertimento, e in parte per mantenere il suo ambito status di ospite in casa) raccontando una versione favolosa delle biografie di Mason e Dixon, affermando di aver accompagnato Mason e Dixon durante i loro viaggi.
Charles Mason e Jeremiah Dixon, rispettivamente astronomo e agrimensore, erano entrambi inglesi. I due vennero incaricati dalla Royal Society di recarsi a Città del Capo (allora colonia olandese) per fare osservazioni astronomiche del transito di Venere, cioè del passaggio del pianeta davanti al sole. È l'inizio di una serie di peregrinazioni che porteranno i due all'isola di Sant'Elena, e poi nelle colonie americane, dove dovranno compiere la loro più grande impresa: tracciare la linea di confine tra la colonia della Pennsylvania e quella del Maryland (la Linea Mason-Dixon).

## Trama
Il romanzo è diviso in tre parti.
1 – Latitudini e partenze
Philadelphia, natale 1786], 10 anni dopo l'indipendenza delle Colonie americane dalla madrepatria britannica, si svolge una riunione di famiglia a casa Cherrycoke. Lo zio reverendo Wicks Cherrycoke racconta di quando vent'anni prima aiutò i geografi Mason e Dixon a tracciare il confine tra Pennsylvania e Maryland, la linea a sud della quale la schiavitù è legale in America.
Nel 1761 i cartografi inglesi Jeremiah Dixon e Charles Mason vengono inviati sull'isola di Sumatra dalla Royal Society per osservare il transito di Venere. Dixon, quacchero da poco espulso dalla comunità, ha un carattere opposto a quello del suo collega Mason, deista e da due anni vedovo della moglie Rebakah, per la quale ancora porta il lutto. 
I francesi hanno occupato Singapore, i due scienziati ricevono ordine di sbarcare a Città del Capo, colonia olandese dove trovano ospitalità a casa Vroom. Gli occhi melanconici da vedovo di Mason attirano l'attenzione della padrona di casa e delle tre figlie adolescenti, che cercano di provocarlo sessualmente e addirittura gli spediscono in camera una schiava nera perché resti incinta. Disperato, Mason chiede di procurargli una pozione di non-amore a Dixon, diventato esperto dei bassifondi di Città del Capo: i suoi abitanti meticci, la sua cucina piccante orientale; un mattino i due scienziati conoscono il reverendo Cherrycoke.
Le tre sorelle si recano all'osservatorio astronomico sulla Table Mountain, dove tentano in ogni modo di provocare l'attenzione di Mason che vorrebbe spiegare l'imminente Transito di Venere, l'allineamento del pianeta con la Terra e il Sole. Il lavoro dei due scienziati è finalizzato a misurare la parallasse solare, e di conseguenza le dimensioni del pianeta Terra. Dopo l'osservazione i due astronomi si imbarcano per l'isola di Sant'Elena, dove si dedicano alla sincronizzazione degli orologi; per misurare lo scarto dei pendoli, due identici orologi vengono separati: Dixon ne ha riportato uno via nave andata e ritorno a Città del Capo, Mason ha trattenuto l'altro sull'isola.
Dixon sollecita l'amico a raccontargli qualcosa della moglie, Mason narra del suo primo incontro con Rebekah.
- Quell'anno alla festa di maggio a Chadwick si rotolava un Glouchester colossale, 512 volte le dimensioni normali. Mason era presente nella speranza di vedere la giovane Susannah Peach, ma quando il carro che trasportava il gigantesco formaggio si ruppe, a spostare Mason dalla traiettoria del rotolamento fu Rebekah: lo scienziato si innamorò immediatamente di lei. Susannah Peach sposò poi Bradley, l'attuale Astronomo reale di Sua Maestà, e morì nel 1757, la morte di Rebekah seguì a distanza di solo due anni.

I due scienziati tornano in Inghilterra. A casa della sorella, Mason rivede i figli, William e Dottor Isaac, mentre Dixon diventa allievo di William Emerson, seguace del dott. Mesmer ed esperto di oroscopo e scienze soprannaturali: si dice di lui che pratichi la stregoneria.
Dopo un anno e mezzo di separazione, i due ricevono la proposta della Royal Society di recarsi in America per delimitare geograficamente il confine tra le province; si incontrano a Londra per firmare il contratto e si scambiano impressioni sull'America: in fondo si tratta solo di un'altra colonia schiavista.
2 – L'America
Mason e Dixon raggiungono a metà novembre Philadelphia, seconda maggiore città di lingua inglese al mondo. Qui conoscono per caso il famoso inventore Benjamin Franklin, quindi si recano a conoscere il colonnello George Washington, eminente personaggio della provincia spesso messo alla berlina sui giornali inglesi. Washington li riceve a casa sua, Mount Vernon, e pronostica che presto o tardi i coloni dovranno combattere non solo contro i pellirosse, ma anche contro la madrepatria inglese. I due cartografi scoprono che il colonnello è solito fumare nella pipa della cannabis da lui stesso coltivata; Washington mostra loro la sua collezione di targhe di piombo dissepolte ai confini orientali del paese, dove sospetta un complotto di cartografi gesuiti che si avvalgono di manodopera cinese per rivendicare terre americane alla corona francese.
I due scoprono che nelle colonie è difficile distinguere la politica dalla religione, a causa delle diverse confessioni che hanno fondato comunità autonome nelle province. Philadelphia è coinvolta nei tumulti contro gli indiani, iniziati con il massacro dei pellirosse rinchiusi in galera: ora i facinorosi vorrebbero venire in città a ammazzare gli indiani convertiti al cristianesimo dai Fratelli Moravi. Mason e Dixon si domandano perché dalla Colonia del Capo all'America i peggiori misfatti siano perpetrati dai bianchi, capaci di trasformarsi in selvaggi.
Mason e Dixon dovranno tracciare un confine che corra esattamente 15 miglia a sud del margine settentrionale della città di Philadelphia. Il confine attraverserà la penisola del Delaware girando in un arco perfetto intorno al palazzo di giustizia di New Castle.
Mason e Dixon giungono nella città di Lancaster dove sono stati massacrati dai coloni 26 indiani inermi. Gli abitanti sono sospettosi nei loro confronti, e difendono l'efferata azione. I due scienziati considerano gli americani ancora più selvaggi degli schiavisti olandesi del Capo. Per la prima volta vedono un sigaro: il tabacco infatti è una coltivazione originaria dell'America.
Nell'inverno del '64-'65 Mason e Dixon, smarrita la strada durante una tormenta, raggiungono una locanda di posta dove rivedono il reverendo Cherrycoke, nominato inaspettatamente cappellano della spedizione geografica. Nella taverna sono presenti anche due donne, madre e figlia di una bellezza “ultraterrena”. La donna, Luise Redzinger, si reca in città per una faccenda di eredità del marito: la fondatezza del suo ricorso dipende dal fatto che le sue terre si trovino da una parte o dall'altra del confine della Pennsylvania, e quindi assoggettabili a leggi diverse. Luise Redzinger rimane molto colpita dai croissant preparati dal cuoco della locanda, Monsieur Armand Allègre, il quale accetta di raccontare la propria storia di maggior cuoco di Francia in forzato esilio.
- Armand Allègre giunse a Parigi per fare apprendistato presso il più grande cuoco di Francia, e di conseguenza del mondo. Un giorno, già affermato, ricevette da visita di un gentiluomo che intendeva metterlo in guardia: Vaucanson, il celebre costruttore dell'Anitra meccanica, aveva assemblato un secondo esemplare più perfezionato, con il proposito di ricreare attraverso il sesso e la riproduzione il miracolo della Vita. L'investigatore avvertì Allègre che quest'Anitra era sulle sue tracce, perché in quanto cuoco lo considerava un formidabile nemico della propria specie: il suo micidiale becco d'acciaio può perforare qualsiasi protezione. L'Anitra si innamorò follemente di Allégre, perseguitandolo finché fuggì in America sperando di portarsi fuori dal suo raggio d'azione.

Irritato dallo sciovinismo di M. Allègre, un ospite della taverna vibra un affondo di spada al cuore del cuoco; ma un turbine invisibile svia il colpo: l'Anitra meccanica è arrivata fino in America per proteggere il suo amore.
Una notte Mason e Dixon giungono a una baracca di legno, ma quando entrano per ripararsi si rendono conto che l'interno è molto più vasto di quello che ci si aspetterebbe da fuori. Si ode una musica, attraversano stanze fino a una vasta sala da ballo dove è in corso una festa. L'ospite è Lady Lepton, uno dei miti erotici del giovane Dixon, il quale l'aveva vista da adolescente al castello di Raby. Durante la festa Mason perde 30 sterline ai dadi; subodorando che siano truccati, decide di trafugare da casa Lepton qualcosa di medesimo valore, e non trova di meglio che una pesantissima vasca da bagno in ferro battuto. Per trasportarla, Dixon riesce a metterla in equilibrio su un piede con una tecnica segreta che attrae l'attenzione dell'illusionista Prof. Voam, in fuga a causa di un incidente elettrico occorso tra la sua torpedine e uno spettatore.
Dopo avere tracciato l'arco di 12 miglia intorno a New Castle, le misurazioni tagliano in due la fattoria dei Price: la signora ne approfitta per mettere in chiaro che nella parte meridionale di casa, che appartiene alla provincia del Maryland, non risulta legalmente sposata con Mr. Price.
La spedizione fa una pausa ogni dodici miglia circa, che corrispondono a 10' di cerchio. Mason e Dixon sono alle prese con i problemi delle maestranze, che hanno raggiunto i 30 elementi: lagnanze sul vitto, sulle prostitute, sui rapporti tra lavoratori. A mano a mano che la Linea avanza, fioriscono anche leggende intorno all'anitra meccanica che segue Armand Allègre, unitosi alla spedizione. 
I geografi misurano le distanze in gradi di alcune stelle dallo Zenit terrestre: questo valore, sommato alla latitudine stellare del catalogo astronomico di Bradley fornisce la latitudine terrestre del punto.
Le misurazioni raggiungono la strada tra York e Baltimora, che per fortuna della spedizione è ricca di locande. Un giorno Dixon incappa nel “Rabbino di Praga”, locanda gestita da israeliti; la leggenda vuole che dietro il crinale vivesse un gigantesco golem fabbricato dagli indiani, o meglio dalla perduta tribù di Israele giunta oltreoceano nel suo peregrinare.
La spedizione raggiunge sul fiume Conococheague, ennesimo luogo di un massacro d'indiani. Mason e Dixon paragonano la ferocia dei coloni alla repressione contro i tessitori in sciopero (la famiglia di Rebekah ne fu vittima) del fiume Tyne. Si avvicina l'inverno, gli strumenti vengono impacchettati e riposti, le maestranze licenziate.
- Due capitoli (53 e 54) narrano in flashback le avventure della giovane Eliza Fields, rapita nella sua casa da un gruppo di indiani che la portano con sé per settimane, senza farle del male: attraversano confini e catene montuose, risalgono fiumi, fino a un misterioso Collegio gesuitico in Québec. Qui viene abbigliata da novizia e quasi subito notata da padre Zarpazo, “il Lupo di Gesù”, gesuita spagnolo che la richiede per le Viudas de Cristo, un ordine religioso cattolico la cui regola è al confine tra la penitenza e il sadomasochismo. Padre Zarpazo vaticina un futuro in cui la Chiesa costruirà Mura fatte di regole da osservare. Il collegio gesuita è frequentato da una quantità di cinesi; Eliza stessa è destinata a vivere in Cina per qualche tempo come esca sessuale. Tuttavia si invaghisce del cinese capitano Zhang, e decide di fuggire con lui quando padre Zarpazo progetta di ucciderlo in quanto spia. Vengono inseguiti da indiani prezzolati dai gesuiti. Eliza si stupisce di non riuscire a sedurre cap. Zhang.

Incappano nella variopinta spedizione geografica di Mason e Dixon e vi vengono accolti. Dixon è incantato dal costume indiano di Eliza, Mason sotto choc perché la donna è una sosia perfetta di sua moglie Rebekah. Il cinese Zhang racconta che padre Zarpazo è determinato a estirpare chiunque cerchi Dio senza passare dalla Compagnia di Gesù. I gesuiti arrivati in Cina individuarono nel fēng shuǐ il principale ostacolo alla diffusione del cristianesimo; in virtù di questo Zhang ritiene che la linea di Mason e Dixon sia un'offesa alla terra, un colpo di spada alla carne viva del drago. Eliza abbandona il campo insieme alla della giovane Zsuzsa Szabó, ungherese che dopo aver partecipato in uniforme maschile alla battaglia di Leuthen si è trovata a girare l'America con uno spettacolo di musica e trucchi. 
Inizi del 1766, pausa invernale: i due geografi si separano “per vedere il paese”; Mason si reca verso sud, attraversando una provincia in rivolta contro il peso fiscale della madrepatria: gli esattori dell'imposta di bollo sono fuggiti. Dixon invece raggiunge New York City, dove in una congrega di sediziosi indipendentisti Dixon riconosce Settepance Bodine, già marinaio della nave che li portò alla Colonia del Capo anni prima. I ribelli sono interessati alla posizione politica di Dixon in quanto quacchero: cosa ne pensa del modo in cui i britannici trattano gli americani? La risposta del geografo è semplice: gli interessa di più il modo in cui i coloni trattano gli indigeni indiani.
- Una sera Dixon racconta la storia del giovane John Lambton, che al tempo delle crociate pescò in un fiume un pesce mostro simile a un verme e lo lasciò libero in un pozzo. Quando il giovane signore partì per la Terrasanta, il verme cresciuto a dismisura terrorizzò le sue terre e cinse d'assedio castel Lambton. John, che nel frattempo si trovava in Transilvania dato che la crociata non era diretta contro gli infedeli ma contro i bizantini, si vide predire da una zingara quello che succedeva a casa. John fece voto di tornare e uccidere il verme, e in cambio della riuscita promise a Dio di sacrificargli il primo essere vivente che avesse visto una volta eliminata la bestia. Tornato in patria, John uccise a fatica il mostro dopo un combattimento durato una giornata, ma il padre eccitato gli uscì incontro. John ruppe il voto, e una disgrazia secolare ricadde sui suoi eredi: dei suoi nove discendenti in linea retta, nessuno è destinato a morire nel proprio letto.

Alla ripresa dei lavori, la Linea raggiunge le proprietà terriere del Cap. Shelby, il quale guida Mason e Dixon a uno dei tumuli sepolcrali degli indiani, così inquietantemente simili a quelli visibili in altre parti del globo, Inghilterra compresa. Shelby sostiene che le scritte rinvenibili sulla tomba siano in alfabeto ogamico, come sui tumuli cimbri in Gran Bretagna. Paragonando gli strati di materiale di costruzione intorno al nucleo del tumulo ai metalli necessari per accumulare elettricità in una pila, l'illusionista prof. Voam sostiene che anche la linea tracciata dai geografi sia un'arma, un accumulatore di forza. Zhang vi trova conferma alla teoria della terra come corpo vivente, e sostiene che il suo paese, la Cina, è talmente differente dal resto del mondo che in epoche passate avrebbe addirittura potuto essere un altro pianeta venuto a incastrarsi per collisione nel mondo.
La spedizione geografica raggiunge lo spartiacque degli Appalachi in agosto, una tempesta si abbatte sulla spedizione; è una notte di luna piena, il boscaiolo Zepho Beck come ogni plenilunio si trasforma in un gigantesco castoro con tanto di pelliccia e prende a rosicchiare alberi secolari. La moglie pensa di sfruttare questo talento, e lo convince a sfidare il boscaiolo Stig, denti contro ascia. Tuttavia un'eclissi lunare interrompe la disfida sul più bello perché Zepho ritorna umano. Nella branda del taglialegna svedese Stig viene rinvenuta una pergamena scritta in latino; l'uomo confessa di essere un agente svedese venuto a controllare le rivendicazioni scandinave su Philadelphia, un tempo abitata da immigrati svedesi che fino all'arrivo degli inglesi vivevano in pace con gli indiani. Il cap. Zhang narra la storia di due antichi astronomi cinesi.
- Gli astronomi di corte Ho e Hsi, troppo dediti al vizio e alla bella vita, dimenticano di prevedere un'eclissi solare. L'imperatore li condanna a morte; riescono a stento a salvarsi gettandosi dalla loro torre con un aquilone gigantesco, e atterrano nelle terre del ricco sig. Huang, il quale ha sette figlie in età da marito. Ho sposa la maggiore, Hsi fa un contratto con il padrone: la previsione delle eclissi gli permette di sfruttare il panico dei mercanti e acquistare a prezzo stracciato merci e proprietà. Il sig. Huang aumenta di ricchezza e potere, fino a che i due astronomi di nuovo sbagliano una previsione scatenando l'ira del suocero.

Gli indiani delle Sei Nazioni non vogliono lasciar proseguire la spedizione verso ovest, perché la linea intersecherebbe il Grande Sentiero dei guerrieri. Mason e Dixon incontrano i nativi, scambiano informazioni sulle stelle e sulle erbe curative. Un indiano sostiene che all'ovest vi sia una valle dove tutti i prodotti della terra crescono giganteschi, compresa la cannabis, così alta che bisogna organizzare spedizioni di conquista per scalarla. Provano inutilmente a negoziare con gli indiani, ostinati a non lasciarli proseguire fino in Ohio. Per loro la linea è un massacro l'alberi, una ferita alla terra. I boscaioli della spedizione cominciano a disertare. I cartografi ritornano a est, seminando pali come contrassegni a ogni miglio lungo tutta la linea. Per un altro anno, i due sono impegnati a misurare un grado di latitudine nelle paludi del Delaware per conto della Royal Society. Dixon accarezza il pensiero di stabilirsi in America, questo lo porta a un dissidio con Mason; esasperato dalla situazione della schiavitù, interviene alzando la mano contro un padrone che frusta i negri al mercato in Maryland. Gli africani si liberano dalle catene, i due geografi sono costretti a lasciare la città. L'11 settembre 1768 infine si imbarcano e lasciano definitivamente l'America.
3 – L'ultimo transito
A Londra il consiglio della Royal Society offre ai due di recarsi a Capo Nord, ma Mason declina. Al ritorno dalla Norvegia Dixon racconta a Mason una strana avventura. Si trovava nella città di Hammerfest, presso Capo Nord, quando fu visitato da uno strano uomo che lo invitò a seguirlo su una slitta di pelle. Si spostarono a elevata velocità sui ghiacci del Polo fino a raggiungere l'orlo del grande vuoto circumpolare a accedere all'interno della cavità della Terra. Qui avrebbe trovato una civiltà progredita, con una locale Accademia delle Scienze, dove gli fu rivelato che la progressione delle misurazioni della natura, del peso e della forma della terra, avrebbero causato la sparizione del suo spazio interno.
Il successivo incontro tra i due scienziati avviene molti anni dopo a casa di Dixon. Entrambi sono invecchiati: Dixon ha la gotta, Mason si è risposato con una giovane donna che gli ha dato altri cinque figli. Fra la morte di Dixon e quella di Mason intercorrono sette anni. Appena avuta notizia della scomparsa dell'amico, Mason si mette in viaggio con il figlio Dottor Isaac per visitare la sua tomba senza nome accanto alla Casa dei Quaccheri. Dopo di che vuole esaudire il proprio desiderio di fare ritorno in America, e con tutta la famiglia, compresi i primi due figli avuti da Rebekah, si trasferisce a vivere oltre oceano. Il vecchio Benjamin Franklin gli fa visita sul letto di morte, e successivamente, quando spira, la seconda moglie e i figli tornano a riattraversare l'oceano, mentre i due primogeniti, i figli di Rebekah, diventano americani, assecondando il desiderio che nutrivano da bambini di seguire il padre nelle avventure nel nuovo continente.

## Personaggi
Protagonisti
- Jeremiah Dixon, quacchero espulso dalla comunità, ma verrà seppellito in territorio consacrato; è la metà anticonformista della coppia, quello dalla mentalità più scientifica; è su di lui che pende la simpatia dell'autore. In ogni luogo del romanzo la sua innata curiosità lo spinge a interessarsi di ipnotismo, cucina, oriente, schiavitù etc.
- Charles Mason, per l'intero romanzo passa da una conquista femminile all'altra, situazione della quale raramente approfitta perché fedele con la memoria alla defunta moglie Rebekah. Si risposerà solo al definitivo rientro in patria dopo l'incarico nelle Colonie d'oltremare.

Altri personaggi
- Wicks Cherrycoke, è l'io narrante nell'incipit del romanzo, anche se presto cede il posto al narratore onnisciente; i nipoti ai quali racconta la vita di Mason e Dixon si chiamano Pitt, Plino e Tenebræ.
- Benjamin Franklin è un'icona dello spirito scientifico dell'America che dopo l'indipendenza getta le basi per il futuro sviluppo tecnologico del nuovo Stato.
- George Washington, mostro sacro degli USA, dissacrato nel romanzo dove viene presentato come schiavista e fumatore di spinelli; in realtà è evidente l'affetto ‘pop’ dell'autore per il personaggio.
- Armand Allègre, cuoco perseguitato dall'Anatra di Vaucanson. In quanto francese, si considera l'unico civilizzato tra i selvaggi (i coloni inglesi d'America)
- L'anitra Meccanica, malgrado sia un personaggio artificiale, è dotata di sentimenti e reazioni più umane di molti personaggi di Pynchon.
- Eliza Fields, come il personaggio di D.L.Chastain in Vineland, precedente romanzo di Pynchon, viene rapita e finisce in un ordine monastico.
- Padre Zarpazo, il “Lupo di Dio”, appartiene a quella lunga casistica di personaggi che nuotano a loro agio nelle 
“teorie del complotto” predilette da Pynchon.
- Il Cap. Zhang, cinese sfuggito a padre Zarpazo grazie a Eliza Fields, è talmente terrorizzato dalla longa manus del Lupo di Dio che quando racconta la minaccia rappresentata dal fanatico gesuita, si trasforma progressivamente assumendone le sembianze.
- Zsuzsa Szabó, “giovane di bell'aspetto che, indossando l'alta uniforme degli Ussari di Nádasdy” un giorno si unisce alla spedizione geografica lasciando tutti a bocca aperta per la sua bellezza.
- John Lambton, protagonista del racconto medioevale di Dixon, trasgredisce a una solenne promessa attirando la maledizione sulla sua progenie.

## Critica
Il romanzo fu tra i più acclamati dalla critica USA negli anni Novanta: “Pynchon ha sempre avuto una selvaggia inventiva, straordinariamente divertente quando sorpassa se stesso: questo libro offre meraviglie stravaganti e inattese”; per Harold Bloom, critico letterario e professore di Yale, questo romanzo è alla pari di L'arcobaleno della gravità, che egli nomina tra i quattro migliori contemporanei americani. Involuto, autoeferenziale, ironico, virtualmente senza plot, “Mason & Dixon” è comunque un bellissimo romanzo “pieno di nostalgia per la dipartenza di Dio”.

Rispetto al resto della sua produzione, qui l'autore compie una scelta ancora più ardita: scrive il romanzo in un inglese settecentesco, con vocaboli e grafia desueti, che a sorpresa risulta non soltanto linguisticamente credibile, ma anche inatteso e trascinante, specialmente se confrontato con la lingua più che moderna degli altri libri. La traduzione italiana si incarica di riprodurre questo stile pieno di iniziali maiuscole, vocaboli obsoleti, grammatica illuminista e molte “&” come congiunzione: potrebbe sembrare una parodia dell'inglese dell'Umanesimo, ma ogni parola esiste nell'Oxford English Dictionary.

Come spesso accade in Pynchon, la storia è attraversata da dozzine di divagazioni, di episodi fantastici in cui appaiono personaggi anche di grande interesse (automi, cani parlanti, fanciulle bellissime oppure protagonisti della storia americana), ma nessuno di questi arriva a dare vita a una sottotrama,  come d'altronde è caratteristico del postmoderno, parente stretto di relatività e indeterminazione.

Nel romanzo di Pynchon, il tracciamento della Linea diviene una vera e propria epopea, in un'America dove ancora c'è convivenza, per quanto precaria, tra indiani e bianchi, e dove la questione della schiavitù è già incandescente. Il confine tracciato dai due scienziati è infatti quello che divide, e dividerà fino al 1865, gli stati in cui la schiavitù è legale (a sud della Linea) da quelli in cui non lo è (a nord). Ma il tracciato della linea Mason-Dixon è anche una metafora delle divisioni che ancora oggi attraversano gli Stati Uniti, le cui agonie e glorie sono implicite nel modo in cui furono fondati: “un perfetto distillato delle ironie di fede e disperazione che definiscono l'America dell'anima, una Repubblica della Ragione amministrata da Cristiani Rinati”.

Non soltanto dunque un romanzo su cosa significhi essere americani oggi, ma anche sull'astrazione delle formule di divisione del mondo come metafora delle molte dicotomie americane: schiavi e proprietari, razzisti e abolizionisti, possidenti e nullatenenti, le mille incarnazioni che separano chi ha il potere da chi non ce l'ha, come pure il tentativo arbitrario di stabilire un confine netto tra retorica e filosofia.

L'altro tema del romanzo è infatti il capitalismo. Grazie a una trama surreale e a tratti decisamente comica, che alterna fatti storici ricostruiti con cura ingannevole e geniali invenzioni, Pynchon ci spiega che le radici della globalizzazione datano a molti anni fa, e che oggi ne viviamo non l'alba bensì il tramonto. Inoltre, ambientando la sua storia negli anni immediatamente prima della Rivoluzione americana, ha l'opportunità di indagare sulla genesi del proprio paese, gli Stati Uniti d'America, facendoci incontrare figure storiche come George Washington e Benjamin Franklin, ma presentandole in modo irriverente e trasgressivo (per cui Franklin diviene un rapper ante litteram e Washington fuma marijuana con il proprio cuoco). Pynchon ha così l'occasione di farci riflettere su questioni spinose come i rapporti tra religione e politica, il razzismo, il colonialismo, la relazione tra scienza e società, e altro ancora.

Pur se ancora non completamente compreso dalla critica, questo romanzo è probabilmente da annoverare tra i capolavori dello scrittore statunitense, allo stesso livello dei precedenti che con gli anni sono divenuti oggetto di culto tra i pynchomani.

## Edizioni italiane
- Mason & Dixon, traduzione di Massimo Bocchiola, Collana Scala stranieri, Milano, Rizzoli, 1999,  p. 736, ISBN 88-17-86206-1. - Collana Scrittori Contemporanei, Milano, BUR, 2009, ISBN 978-88-170-3170-7.
- Mason & Dixon, traduzione di M. Bocchiola, Collana ET Scrittori, Torino, Einaudi, 2024,  p. 784, ISBN 978-88-062-6073-6.

## Studi critici
- Avolio, Carlo, [https://web.archive.org/web/20140201215219/http://www.impossibilia.org/static/descargas/numero-3/mason-and-dixon-narrazione-storia-e-verita-carlo-avolio.pdf "Mason & Dixon: narrazione, storia e verità", in "Impossibilia. Revista Internacional de Estudios Literarios», 3, aprile 2012, pp. 183-196 ISSN: 2174-2464.